# Јохан Волерт
Јохан Волерт (дан. Johan Wohlert) је бивши басиста данске групе Мју (енгл. Mew). Напустио је бенд 11. априла 2006. зато што је осећао да не може бити и добар музичар и добар отац у исто време. Тренутно је у вези са Пернил Розендал (енгл. Pernille Rosendahl) чланицом некадашњег бенда Свон Ли (енгл. Swan Lee). Маја 2006. Пернил је родила дечака, Тристана.
Јохан и Пернил 2007. формирају бенд Д Сторм (енгл. The Storm) и 2008. објављују албум "Where The Storm Meets The Ground". Албум није добро примљен од стране критичара и публике, и често су оптуживани за плагијаризам.